# Athina Onassis Roussel
Athina Hélène Onassis de Miranda (nascida Athina Hélène Onassis Roussel, Neuilly-sur-Seine, 29 de janeiro de 1985), em grego Αθηνά Ελένη  Ωνάση Ρουσσέλ é uma competitiva hipista franco-grega, neta e única descendente viva de Aristóteles Onassis (1906 - 1975), o lendário armador grego e um dos maiores magnatas da história. Seu nome do meio tem sido assunto de confusão ao longo dos anos. Antes das fotos dos convites de seu casamento em 2005, acreditava-se que seu nome do meio poderia ser Christina ou Alexandra. No entanto, nos convites pôde-se ler claramente Athina Hélène Roussel.

## Biografia
Nascida na cidade de Neuilly-sur-Seine na França, Athina foi a única filha de Christina Onassis (1950 - 1988) e de seu quarto marido, Thierry Roussel, herdeiro francês de uma fortuna farmacêutica. O seu primeiro nome é uma homenagem direta à avó materna, a famosa Athina Livanos.
Depois da morte de sua mãe, que morreu de um infarto causado por um edema pulmonar na casa da sua amiga em Buenos Aires, na Argentina, Athina passou a morar com seu pai e com sua madrasta, Marianne "Gaby" Landhage, uma modelo sueca que tinha sido amante de longa-data de seu pai, de quem já tinha dois filhos com ele. 
Athina têm três meio-irmãos paternos: Erik Christophe (1985), Sandrine (1987) e Johanna (1991).
Athina foi educada em escolas estaduais na cidade de Lausana, na Suíça, que seguem o modelo francês de educação secundária. Ela terminou o seu curso de Baccalauréat no verão de 2003.

## Casamento e separação
Em março de 2003, Athina começou a namorar o brasileiro Álvaro de Miranda Neto, conhecido como "Doda" Miranda e que é doze anos mais velho do que ela. Mudou-se para a cidade de São Paulo, onde o casal passava temporadas, residindo na Bélgica. Eles pagaram 8,6 milhões de dólares por um luxuoso e enorme duplex, na Vila Nova Conceição, com espaço para quinze carros e com vista para o Parque do Ibirapuera.
Athina Roussel e Miranda casaram-se em 3 de dezembro de 2005. O pai e a madrasta da noiva não compareceram, mas a sua meia-irmã Sandrine Roussel foi convidada. Com o casamento, Athina passou a assinar Athina Onassis de Miranda, e oficialmente tem agora uma enteada, a filha de Doda, Viviane.
Mais de mil garrafas de champagne da marca Veuve Clicquot foram compradas, e ritmos de samba eletrônico foram escolhidos pelos noivos, que dançaram até o amanhecer. O casal teve aproximadamente dez testemunhas, dos quais muitos eram equitadores brasileiros. Athina e Doda decidiram não publicar as fotos do casamento (conforme eles estavam planejando fazer), porque um programa de televisão comentou sobre a trágica morte de sua mãe antes do casamento. O casal alegadamente não pediu presentes, mas pediu para que o dinheiro deles fosse doado para instituições de caridade.
Em maio de 2016, foi anunciado que está separada do marido. A causa foi a infidelidade do cavaleiro. Divorciaram-se em 10 de novembro de 2017.

## Fortuna
A extensão da herança de Athina Onassis é assunto de muito argumento. As fontes nunca chegaram a um acordo, estimando o seu patrimônio, diversas vezes, em seiscentos milhões, em oitocentos milhões e em até dois bilhões de dólares ou mais. A causa principal dessa confusão é a tendência da mídia para enevoar a linha de distinção entre o que ela possui e o que a Fundação Onassis possui.

## Obstáculos legais
O avô de Athina, Aristóteles Onassis, e sua mãe, Christina, nunca confiaram completamente em seu pai, Thierry Roussel. Os Onassis então organizaram um conselho de administradores para controlar o dinheiro da família, até Athina atingir a maioridade. Durante a sua infância e adolescência, todas as despesas feitas em seu nome pelo seu pai (usando dinheiro da herança dos Onassis) tiveram que ser aprovadas pelo grupo antecipadamente, o que levou seu pai a constantemente ameaçar de voltar a cidade Paris, com a família, onde o imposto de renda custaria ao grupo "uma pequena fortuna por ano", como Roussel mesmo disse. Em 1999, uma corte de Vaduz ordenou a transferência da administração de sua herança dos cinco fiduciários escolhidos pela sua mãe para a firma de auditoria KPMG Fides, em Lucerna.
Em janeiro de 2003, no seu aniversário de dezoito anos, ela estava na idade legal para tomar próprio controle da sua herança. Aos vinte e um anos, ela não tomou controle da outra metade nem assumiu o posto de presidente da Fundação Onassis, com ativos acima de US$ 2,1 bilhões de dólares estadunidenses. O Conselho de Administração da Fundação tornou público que eles não têm interesse em conceder o controle a Athina, pois, segundo eles, ela não tem reais qualificações para assumir o papel. A Fundação salientou ainda, que ela não é herdeira do império de Aristóteles Onassis e que a considera apenas herdeira da fortuna adquirida por sua mãe.
A direção planejou modificar os estatutos da Fundação, para que Athina não se tornasse automaticamente presidente até completar vinte e um anos. Seus advogados contestaram a validade das mudanças e prometeram lutar pelo desejo de Athina de se tornar presidente da Fundação em janeiro de 2006, quando ela completou a idade em questão.
Stelios Papadimitriou, presidente da Fundação, já comentou o seguinte: "Nós não concederemos a Fundação Onassis para uma pessoa que não tem conexões com nossa cultura, nem religião, nem língua e nem sequer com experiências compartilhadas, e para uma pessoa que nunca frequentou faculdade ou que trabalhou na vida. Ela pode fazer o que bem quiser com o que herdou de sua mãe, mas não com o legado de Onassis para o povo grego em memória de Alexander Onassis (falecido tio materno de Athina)".
Sob os termos do testamento de Aristóteles Onassis, sua fortuna foi dividida em duas partes; uma metade indo para a Fundação Onassis baseada em Vaduz em memória de seu filho Alexander, morto num acidente aéreo em 1973.

## Carreira de amazona
Mais recentemente, Athina tem tentado convencer os diretores da Fundação Onassis de que é capaz de assumi-la. Ela tem expressado grande interesse em aprender a falar grego e renovou o seu passaporte grego. Espera também estar dentro do time grego de equitação nas Olimpíadas.
Os planos do casal eram ficar em São Paulo, o que fez Nelson Pessoa, o capitão do time brasileiro de equitação, a dizer publicamente que Miranda abandonou a sua carreira. Informalmente, ele apelou pela influência de Athina sobre ele, para persuadir seu então noivo a retornar a Europa e a competir lá. O interesse de Miranda pelos Jogos Olímpicos de Verão de 2008 cresceu, e o casal anunciou que voltariam à Bélgica depois da lua-de-mel.